# Liste der Museen in Florenz

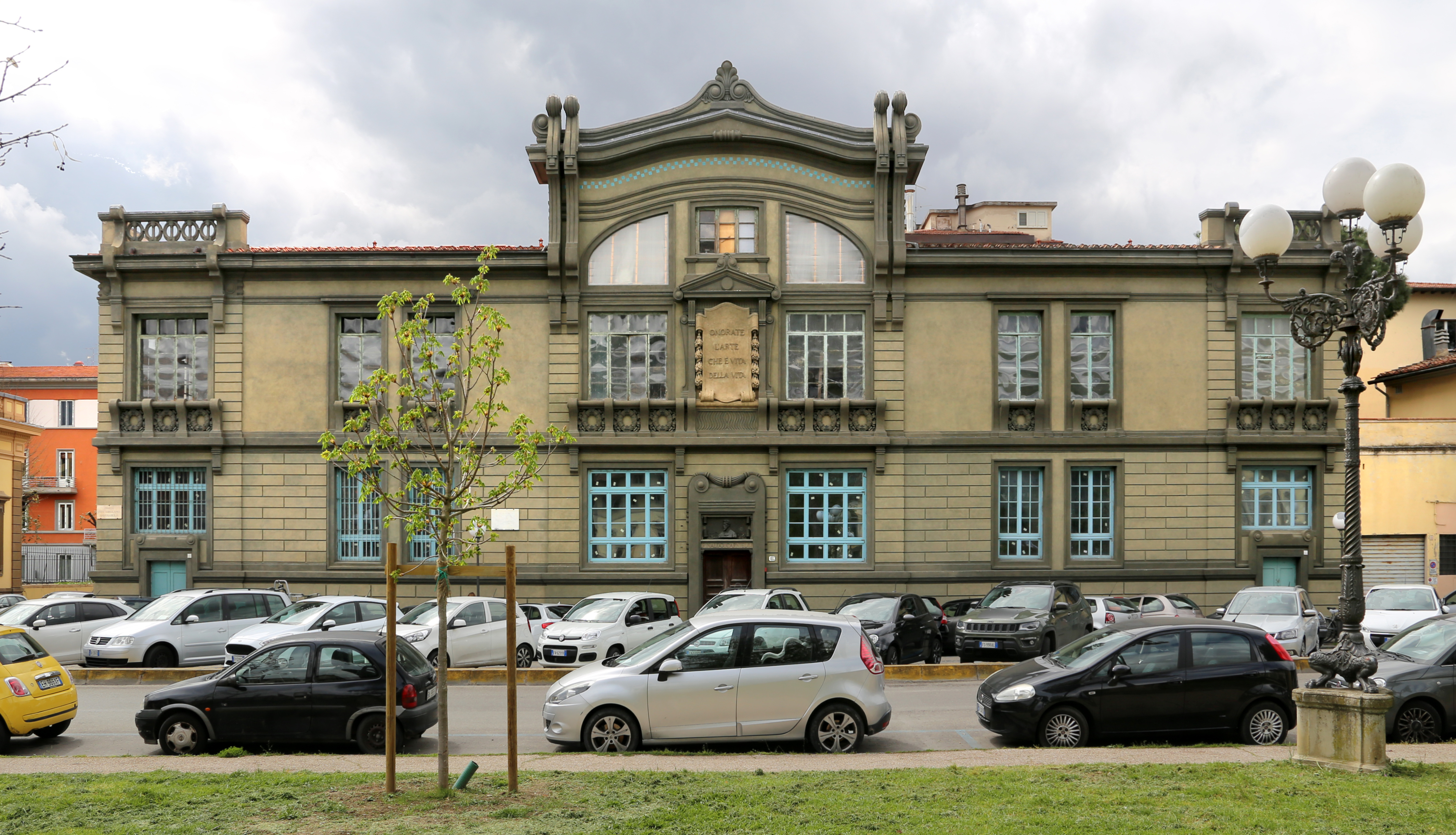
Galleria Rinaldo Carnielo

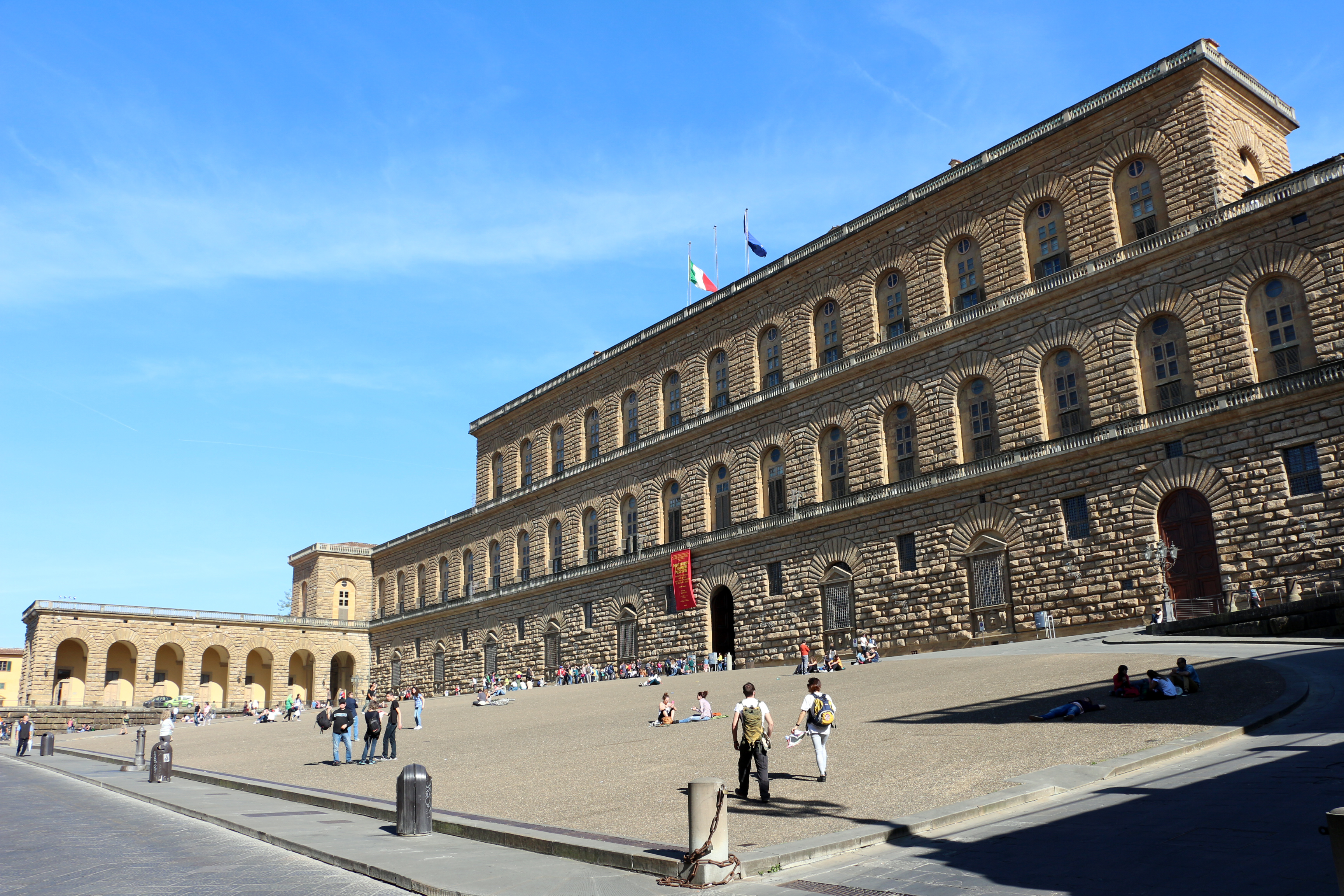
Palazzo Pitti

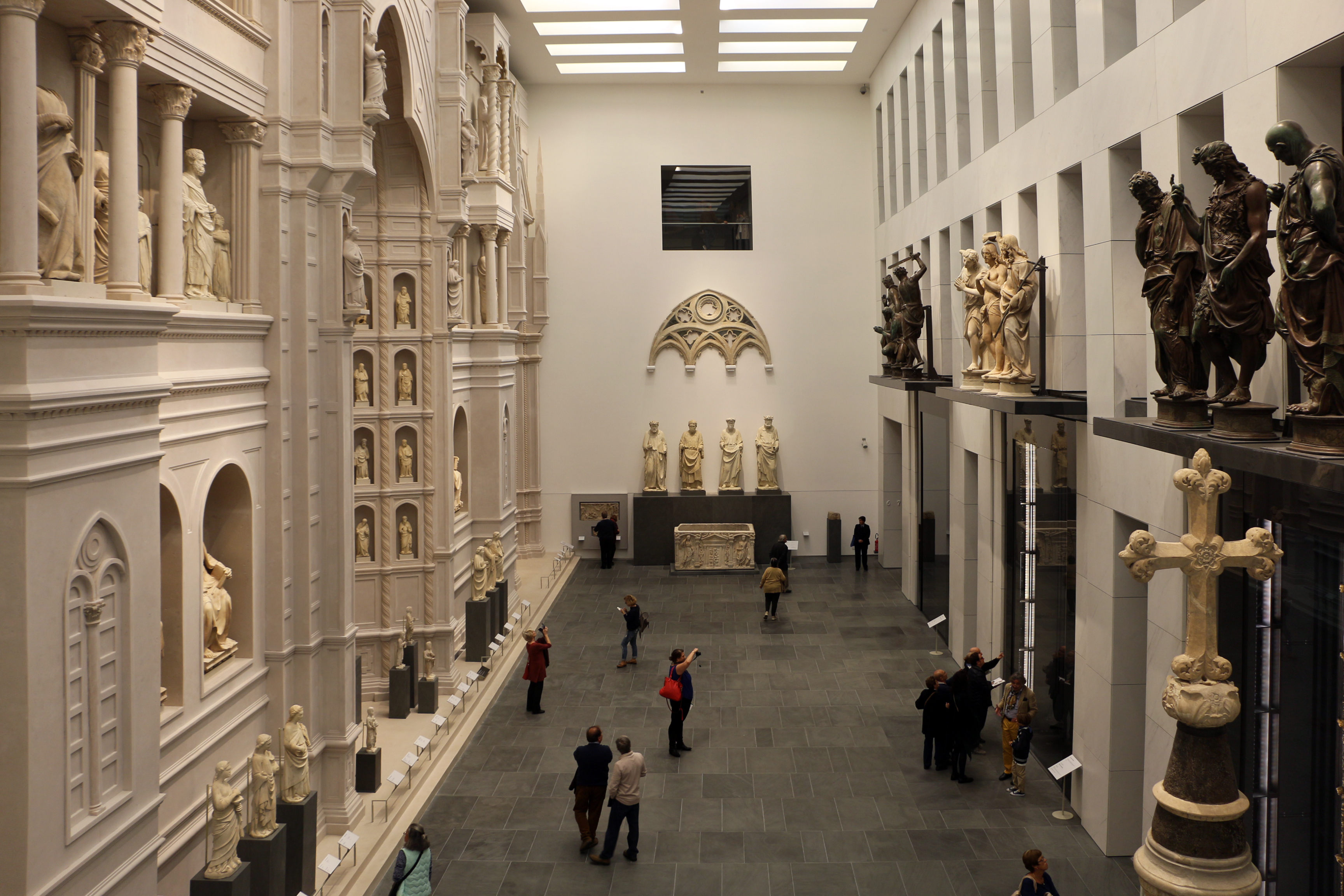
Museo dell'Opera del Duomo

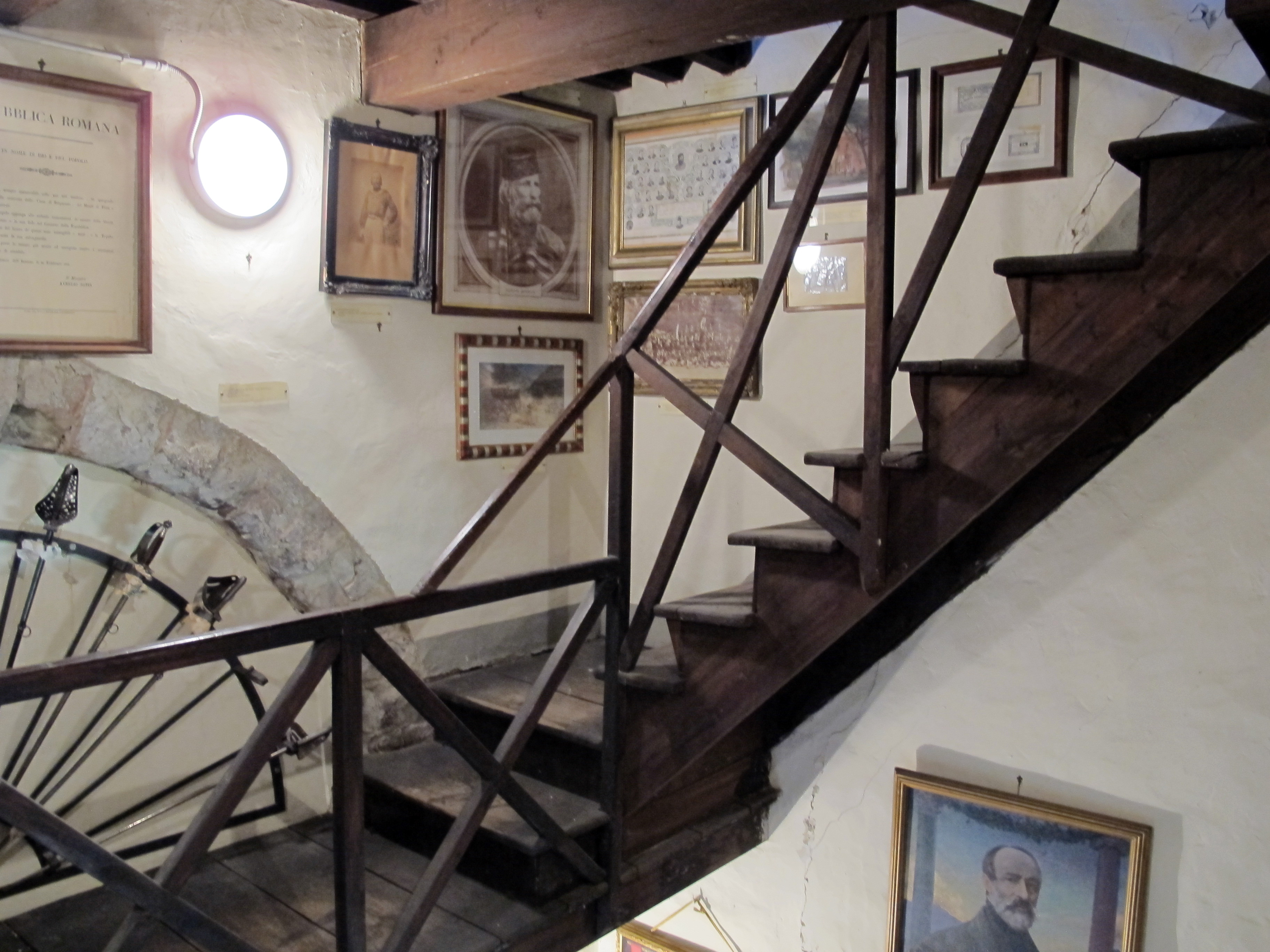
Museo Garibaldino

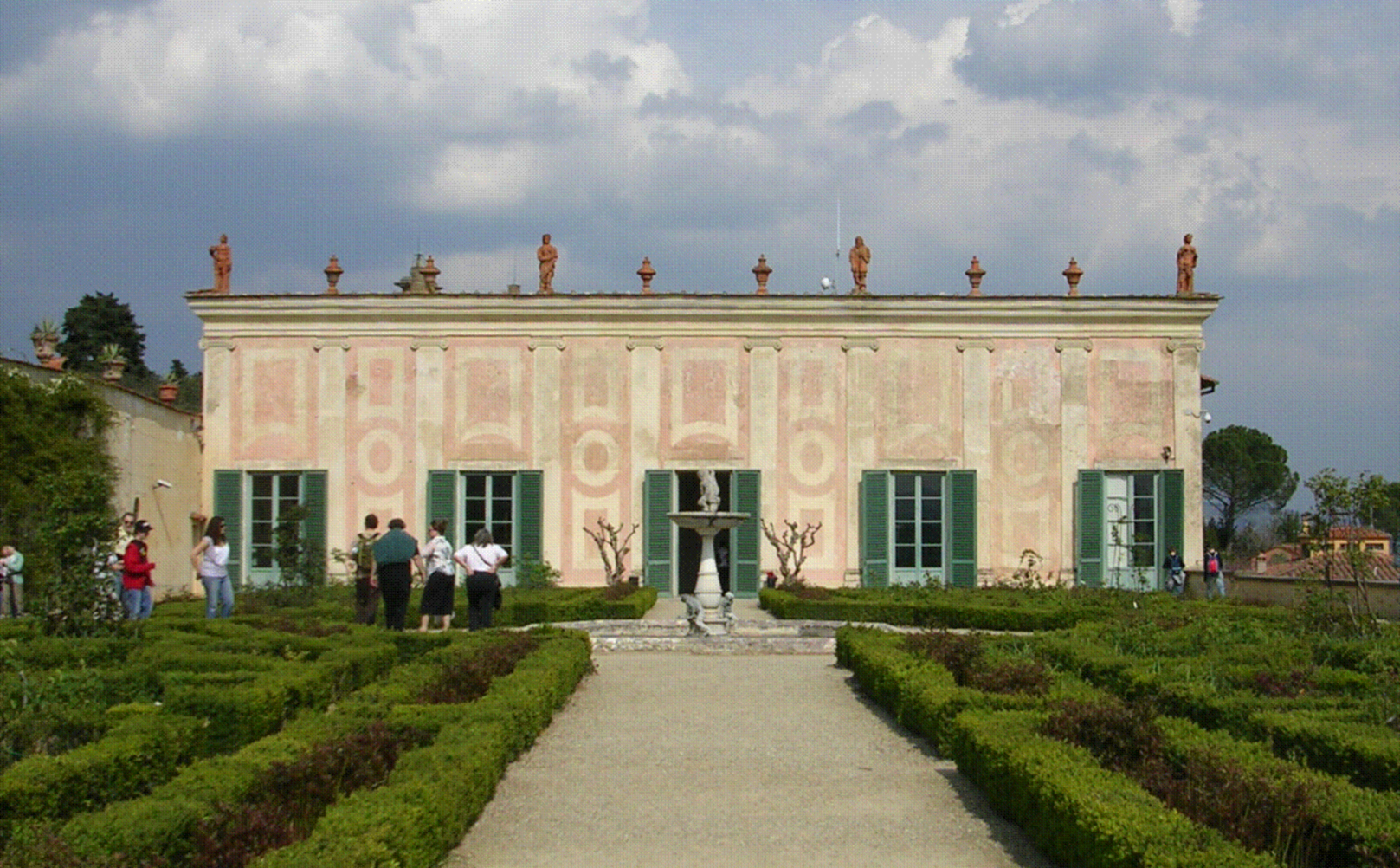
Museo delle porcellane

Diese Liste der Museen in Florenz umfasst die bestehende Museen in Florenz (alphabetisch nach Eigennamen, inklusive Vornamen und "San" bzw. "Santa"):
- Accademia di Belle Arti, Skulpturen und Gemälde (hier ist das Original des "David (Michelangelo)" ausgestellt)
- Certosa ("Kartause") im Palazzo Acciaiuoli
- Raccolta di arte contemporanea Alberto della Ragione (Kunst des 20. Jahrhunderts)
- Museo Nazionale Alinari della Fotografia im Ospedale di San Paolo, Piazza Santa Maria Novella, 14
- Museo Amalia Ciardi Dupré
- Museo Annigoni (dem Maler Pietro Annigoni gewidmet)
- Archäologisches Nationalmuseum (Museo archeologico nazionale di Firenze)
- Giardino di Archimede (Objekte, die nach Prinzipien konstruiert wurden, die von Archimedes entdeckt/erforscht wurden; Freiluftmuseum)
- Piero Bargellinis Studio im Palazzo Bargellini
- Palazzo del Bargello (mit Skulpturensammlung von Werken von Michelangelo und Donatello)
- Museo Bellini
- Forte di Belvedere[1]
- Loggia del Bigallo (Museo del Bigallo)
- Cappella Brancacci in der Basilica di Santa Maria del Carmine
- Casa Buonarroti (Leben und Werk des Michelangelo Buonarroti gewidmet)
- Museo del Calcio
- Museo Capucci
- Collezione d’Arte della Fondazione CR Firenze[2]
- Casa di Dante (Geschichte des Dante Alighieri) in einem mittelalterlichen Gebäude in der via Santa Margherita, 1
- Chiostro dello Scalzo
- Museo di Palazzo Davanzati
- Museo dell’Opera del Duomo (Kathedrale von Florenz mit Gemälden und vor allem Skulpturen, die im Zusammenhang mit dem Dom stehen, wie die Originale des Figurenprogramms der alten Westfassade, Ghibertis Baptisteriumstüren, Donatellos "Maria Magdalena", sowie die unvollendete Pietá von Michelangelo)
- Museo Salvatore Ferragamo im Palazzo Spini Feroni (Unternehmensgeschichte der Salvatore Ferragamo S.p.A. im Ort)
- Museo Fiorentino di Preistoria (Vorgeschichte)
- Centro internazionale per le arti dello spettacolo Franco Zeffirelli
- Cenacolo di Fuligno Museum
- Museo Galileo (u. a. Galileo Galilei gewidmet)
- Museo Garibaldino im Torre della Castagna (über Leben und Werk von Giuseppe Garibaldi, unter Trägerschaft der L'Associazione Nazionale Veterani e Reduci Garibaldini[3])
- Museo Geopaleontologico GAMPS[4]
- Museo Gucci im Tribunale della Mercanzia (historische Produkte von Gucci, Unternehmensgeschichte der Guccio Gucci S.p.A. im Ort)
- Casa Guidi (ehem. Domizil der Schriftsteller Robert und Elizabeth Barrett Browning, gezeigt werden deren Wohnung; Patrizierhaus aus dem 15. Jahrhundert)
- Museo Horne (Kunstwerke)[5]
- Villa La Pietra
- Museo leonardiano di Vinci im  Castello dei Conti Guidi und im Palazzina Uzielli (Museo Ideale Leonardo da Vinci)
- Museo Marino Marini
- Museo delle Cappelle Medicee (Museum der Medici-Kapelle, d. h. neue Sakristei und Fürstenkapelle)[6]
- Palazzo Medici-Riccardi[7]
- Misericordia Museum
- Cenacolo di Ognissanti Museum[8]
- Museum Orsanmichele[9]
- Ospedale degli Innocenti (Renaissance-Museum)
- Torre della Pagliazza (Archäologie), Piazza Sant'Elisabetta
- Opificio delle Pietre Dure
- im Palazzo Pitti:
  - Galleria Palatina (ehem. Privatgalerie der Familie Medici; Werke europäischer Künstler der Renaissance und des Barock)
  - Silbermuseum (Schätze der Medici)
  - Galerie der modernen Kunst (Galleria di Arte Moderna)[10]
  - Kostümmuseum (Theater-Kostüme und Accessoires vom 18. bis 20. Jahrhundert)
  - ehem. königliche Gemächer
  - Boboli-Garten (Skulpturen)
    - Museo delle porcellane im "Casino del Cavaliere" (überwiegend Tafelporzellan, das im Gebrauch der dort lebenden Herrscherfamilien Medici, Lothringer und Savoyer war)
- Galleria Rinaldo Carnielo (Werkstatt, Leben und Werk des Bildhauers Rinaldo Carnielo) an der Piazza Savonarola
- Casa Museo Rodolfo Siviero[11]
- Palazzo Rucellai
- San Giovanni di Dio in der Borgo Ognissanti
- Museum von San Marco, Museo Nazionale di San Marco im ehem. Kloster San Marco (erste öffentliche Bibliothek der Renaissance Anno 1448; Fresken von Fra Angelico)
- Ospedale di San Paolo
- Museo di San Salvi
- Cenacolo di Sant'Apollonia (Refektorium des ehem. Benediktinerkonvents)
- Museo dell'Opera di Santa Croce im Kloster Santa Croce
- Konvent Santa Maria Maddalena de’ Pazzi, Gemälde
- Museo di Santa Maria Novella (Teil von Musei Civici Fiorentini)[12]
- Alte Apotheke von Santa Maria Novella (Officina Profumo Farmaceutica di Santa Maria Novella)[13]
- Museum im Repertorium des Konvents der Kirche San Michele in San Salvi (Museo del Cenacolo di Andrea del Sarto)[14]
- Museo di Santa Maria Nuova (Scopri il museo di Santa Maria Nuova)
- Cenacolo di Santo Spirito in der Klosterkirche Santo Spirito
- Fondazione Scienza e Tecnica
- Fondazione Spadolini Nuova Antologia[15]
- Museo di storia naturale sezione di zoologia La Specola (naturhistorisches Museum)
- Museo Stibbert 36000 Objekte mit Schwerpunkt Rüstungen[16]
- Museo degli Strumenti Musicali (Musikinstrumentemuseum), piazza Santa Croce in Gerusalemme 9/a
- Große Synagoge (Sinagoga di firenze / Tempio maggiore israelitico di Firenze)
- Tesoro dei Granduchi (bis Ende 2015: Museo degli Argenti)[17]
- Galleria degli Uffizi (Malerei und Bildhauerei von der Antike bis zum Spätbarock → Sammlung), das größte Museum in der Stadt
- Casa Vasari (Giorgio Vasari gewidmet)
- Museo di Palazzo Vecchio[18]
- Museo di Storia Naturale, Antropologia e Etnologia[19]